# Peking-Expreß
Peking-Expreß ist ein US-amerikanisches Filmdrama aus dem Jahr 1951 von William Dieterle mit Joseph Cotten und Corinne Calvet in den Hauptrollen. Der Film noir wurde von Paramount Pictures produziert und ist eine Neuverfilmung des Abenteuerfilms Shanghai-Express, den Paramount 1932 unter der Regie von Josef von Sternberg realisierte. Wie auch der Vorgängerfilm basiert er auf einer 1931 veröffentlichten Kurzgeschichte von Harry Harvey.

## Handlung
Der Arzt Michael Bachlin arbeitet für die Weltgesundheitsorganisation der Vereinten Nationen. Er wird beauftragt, in Shanghai das Verschwinden einer Lieferung medizinischer Ausrüstung zu untersuchen. Seine Nachforschungen bringen es mit sich, dass er mit dem Expresszug nach Peking reisen muss. Bachlins Mitreisende sind der irische Pater Murray und der Geschäftsmann Kwon. Kwons Sohn Ti Chen will mitreisen, doch dessen Mutter Li Elu gibt ihn in die Obhut von Nationalgardisten und besteigt selber den Zug.
Kurz nach der Abfahrt begegnet Bachlin der Nachtclubsängerin Danielle Garnier, mit der er Jahre zuvor in Paris eine Beziehung hatte. Da Bachlin glaubte, dass Danielle ihn betrog, beendete er sie. Kwon lädt Bachlin und Danielle zum Essen in den Speisewagen ein. Auch Pater Murray sucht den Speisewagen auf und nimmt am Tisch von Wong, einem kommunistischen Reporter, Platz. Wong beschuldigt den Geistlichen, ein Feind des Volkes zu sein und wechselt an Kwons Tisch. Nach einer politischen Diskussion mit Bachlin verlässt Wong den Tisch und Pater Murray gesellt sich zu Kwon, Bachlin und Danielle. Nach dem Essen unterhalten sich Bachlin und Danielle. Danielle hat nach der Trennung geheiratet, ihr Mann verstarb jedoch im letzten Jahr. Danielle teilt ihr Schlafabteil mit Li Elu und wird Zeugin, wie diese von ihrem Mann geschlagen wird.
Am nächsten Tag hält der Zug und einige Soldaten steigen zu. Kwon übergibt einem Händler eine Notiz, die als Telegramm weitergeleitet werden soll. Bachlin schlägt Danielle vor, die Beziehung wieder aufzunehmen, doch Danielle lehnt ab. Li Elu wird mit einer Stichwunde aufgefunden. Bachlin versorgt die Wunde, während Kwon angibt, dass seine Frau einen Selbstmordversuch unternommen habe. Der Zug wird von einer Barrikade aufgehalten und angegriffen. Die Passagiere werden aus dem Zug geholt und auf Lastwagen verladen. Sie werden zu einem nahe gelegenen Bauernhof gebracht. Es stellt sich heraus, dass der Anführer der Angreifer Kwon ist. Kwon gesteht, dass er dem Kommunismus nichts abgewinnen kann und stattdessen als unabhängiger Unternehmer den Schwarzmarkt beliefert. Kwon weiß, dass Bachlin in Peking einen General der Nationalisten behandeln soll. Er wird die Nationalisten kontaktieren und einen Austausch der Passagiere gegen seinen gefangen gehaltenen Sohn anbieten. Danielle klärt Bachlin auf, dass ihr Mann Kommunist und sie als Spionin tätig war. Über Funk übermittelt Bachlin Kwons Forderungen. Ti Chen soll ins Lager geflogen werden. Sollte das Flugzeug verfolgt werden, wird nan die Passagiere töten. Wong beschuldigt Kwon des Verrats, dafür wird er gefoltert und seine Hände mit einem glühenden Schürhaken verbrannt.
Ti Chen wird wie gefordert ins Lager geflogen. Der Pilot funkt nach Peking, dass er Bachlin, sobald die Passagiere in der Abenddämmerung freigelassen werden, nach Peking fliegen wird und wird von Kwon daraufhin erschossen. Bachlin behandelt Wongs Wunden, der realisiert, dass der Arzt aus humanitären Gründen handelt und unpolitisch ist. Ti Chen ist von der Vorgehensweise seines Vaters erschrocken. Bachlin erklärt ihm, dass der Selbstmordversuch seiner Mutter in Wirklichkeit ein Mordversuch seines Vaters war, weil seine Mutter ihn vor dem Einfluss seines Vaters bewahren wollte. In der Zwischenzeit hat sich Kwon an Danielle herangemacht. Zu Bachlins Erstaunen erlaubt er ihm, mit Murray das Lager mit dem Zug zu verlassen. Danielle will bei Kwon bleiben, da dieser Geld hat, was Bachlin zutiefst enttäuscht. Kwon fordert Danielle auf, ihr Gepäck aus dem Zug zu holen.
Li Elu hat sich vom Zug bis zum Bauernhof geschleppt. Sie beschuldigt Kwon, dass er ihren Sohn gegen sie aufwiegelt und ersticht ihn. Sie bricht zusammen und fleht im Sterben ihren Sohn an, ein ehrbares Leben zu führen und Bachlin zur Flucht zu verhelfen. Bachlin ergreift Kwons Waffe und nimmt Ti Chen als Geisel. Zusammen fahren sie zum Zug. Bachlin sucht Danielle, die aber schon zurück zum Bauernhof gegangen ist. Bachlin fesselt Ti Chen und lässt ihn bei Murray zurück. Am Bauernhof erschießt er zwei von Kwons Männern und findet Danielle, die er in seinen Jeep stößt und zum Zug zurückfährt. Als der Zug anfährt, erscheint ein weiterer Jeep mit Wong und zwei Männern. Der Zug wird beschossen und mit Handgranaten beworfen. Murray wird verletzt, Bachlin kann die Verfolger mit einer Maschinenpistole töten.
Während Bachlin Murray versorgt, tauchen mehr Verfolger auf. Ti Chen verrät Bachlin, wo sein Vater die gestohlene medizinische Ausrüstung versteckt hat. Dann ergreift er die Maschinenpistole und wehrt die Verfolger ab, kommt dabei aber selbst ums Leben. Murray erzählt Bachlin, dass Danielle bei Kwon bleiben wollte, um Bachlins Leben zu retten. Bachlin und Danielle werden wieder ein Paar. Bachlin versichert dem Pater, wieder gesund zu werden, damit er sein geliebtes Peking wiedersehen kann.

## Produktion

### Hintergrund
Gedreht wurde der Film von Ende Februar bis Ende März 1951 in den Paramount-Studios in Hollywood.
Laut einem Artikel der The New York Times vom 1. April 1951 war der Film die erste Hollywood-Produktion, die im kommunistischen China spielt. Die Zeitschrift The Hollywood Reporter meldete am 3. November 1952, dass der Film auf Grund chinesischer Proteste in Indien aus den Kinos genommen wurde.

### Stab
Franz Bachelin und Hal Pereira oblag die künstlerische Leitung. Sam Comer und Grace Gregory waren für das Szenenbild zuständig, Edith Head für die Kostüme, Wally Westmore für das Maskenbild. Farciot Edouart und Gordon Jennings sirgten für die visuellen Effekte, Warren Low überwachte den Schnitt. Zusammen mit Dimitri Tiomkin leiteten Leo Shuken, Sidney Cutner, Paul Marquardt und George Parrish das Orchester.

### Besetzung
In einer kleinen nicht im Abspann erwähnten Nebenrolle trat Victor Sen Yung auf. Ebenfalls unerwähnt blieb Beal Wong als Pilot.

## Synchronisation
| Rolle            | Schauspieler   | Deutscher Synchronsprecher |
| ---------------- | -------------- | -------------------------- |
| Michael Bachlin  | Joseph Cotten  | Wolfgang Eichberger        |
| Danielle Grenier | Corinne Calvet | Gisela Trowe               |
| Pater Murray     | Edmund Gwenn   | Walter Werner              |
| Kwon             | Marvin Miller  | Wolf Martini               |
| Wong             | Benson Fong    | Gerd Martienzen            |
| Ti Chen          | Robert W. Lee  | Eckart Dux                 |

## Veröffentlichung
Die Premiere des Films fand am 28. Juni 1951 in San Francisco statt. In der Bundesrepublik Deutschland kam er am 26. August 1955 in die Kinos, in Österreich im Juli 1956.

## Kritiken
Das Lexikon des internationalen Films schrieb: „Konfuses Remake. Nach gängigen Mustern vorhersehbar inszeniert, immerhin atmosphärisch recht dicht.“
Die Variety bescheinigte einen exzellenten Überzug aus Intrige und Action mit genügend melodramatischen Thrillerelementen, die den Actionfan zufriedenstellen.
Der Kritiker des TV Guide sah einen Film der zwischen Brillanz und Dummheit pendele.